# بروك بوند (شركة)
بروك بوند Brooke Bond علامة تجارية للشاي، تملكها شركة يونيليفير.
وكانت سابقاً شركة شاي مستقلة في المملكة المتحدة، واشتهرت بعلامتها التجارية باسم بي جي تيبس PG Tips.